# L'Abergement-de-Varey
L'Abergement-de-Varey là một xã ở tỉnh Ain, vùng Auvergne-Rhône-Alpes thuộc miền đông nước Pháp.